# Laphria fortipes
Laphria fortipes är en tvåvingeart som beskrevs av Walker 1857. Laphria fortipes ingår i släktet Laphria och familjen rovflugor. Inga underarter finns listade i Catalogue of Life.